# 沙塵暴 (泰國電視劇)
《沙塵暴》（羅馬化：Payu Sai）是一部由泰國The One Enterprise與Pordeecom Entertainment聯合製作的浪漫愛情連續劇。由Benjamas Dalhirunrat編劇，塔纳朋·庞迪執導，艾絲特·蘇普莉拉與塔那帕特·卡維拉領銜主演。2021年4月26日起每週一至週二於泰國One 31頻道首播，接檔《婉通夫人》。越南则通过FPT Play播出。

## 劇情簡介
Punara高爾夫俱樂部的第二繼承人Naret（塔那帕特·卡維拉 飾）緊急返回泰國，因為他同父異母的哥哥Narin（普里·西蘭普魯耶克 飾）失蹤了。他遇到了哥哥的私人助理Sai（艾絲特·蘇普莉拉 飾），他難忘的初戀，並在之後一起踏上了調查哥哥失蹤案的旅程。

## 演員陣容
註：括號內的演員姓名為小名。

### 主要演員
- 艾絲特·蘇普莉拉（Esther） 飾演 Kiratika Teeradakul（Sai）
- 塔那帕特·卡維拉（Film） 飾演 Naret Phusin

### 配角
- 妮查·琵雅瓦塔納農（Phingphing） 飾演 Lalita（Lita／Ta）

Naret表姑Nicha的女兒
- 肖邦·努欽特拉（Chopin） 飾演 Komes

Naret的朋友
- 薩薇迪里·薩米帕（Tong） 飾演 Pimthiwa（Mae Yai）

Narin的母親，Naret的大媽
- 拉芘莎拉·瑛特勒素（Apple） 飾演 Lisa

Nicha的秘書
- 納塔南·昆瓦特（Earth） 飾演 It
- 阿提瓦·薩尼翁·那·阿育他亞（Ton） 飾演 Nara

Naret與Narin的父親
- 納帕彭·詹薩亞斯里坤（Tae） 飾演 Ekkachai（Ek）

Naret的助理
- Joy Chuancheun 飾演 Pen

Sai的助理
- 可查可恩·尼瑪功（Ngok） 飾演 Nicha
- 普里·西蘭普魯耶克 飾演 Narin

Naret同父異母的哥哥，Sai的救命恩人，失蹤前已將酒店的經營權全權交由Sai代理
- 普莉雅達·施塔彩（Kambum） 飾演 Inthira（Ice）

Narin的前女友

### 客串
- 塔納帕·詹達松（Zen） 飾演 Naret（童年）
- 潘科恩·佔他頌（Zoom） 飾演 Narin（童年）

## 劇集迴響

### 泰國電視收視
- 收視最低的集數以藍色表示，收視最高的集數以紅色表示，而空格則表示該集的收視沒有相關數據。

| 集數 No.   | 播放日期      | 播放時段 (UTC+07:00) | 平均收視率 | 曼谷分區收視 | 外府分區收視 | 來源   |
| ---------- | ------------- | -------------------- | ---------- | ------------ | ------------ | ------ |
| 1          | 2021年4月26日 | 星期一 20:15         | 1.681      | 2.621        | 1.524        | [ 3 ]  |
| 2          | 2021年4月27日 | 星期二 20:15         | 2.241      | 3.313        | 2.062        | [ 4 ]  |
| 3          | 2021年5月3日  | 星期一 20:15         | 2.015      | 不適用       | 不適用       | [ 5 ]  |
| 4          | 2021年5月4日  | 星期二 20:15         | 2.205      | 不適用       | 不適用       | [ 5 ]  |
| 5          | 2021年5月10日 | 星期一 20:15         | 2.331      | 2.965        | 2.225        | [ 6 ]  |
| 6          | 2021年5月11日 | 星期二 20:15         | 2.543      | 3.130        | 2.445        | [ 7 ]  |
| 7          | 2021年5月17日 | 星期一 20:15         | 2.565      | 2.138        | 2.636        | [ 8 ]  |
| 8          | 2021年5月18日 | 星期二 20:15         | 2.699      | 2.672        | 2.704        | [ 9 ]  |
| 9          | 2021年5月24日 | 星期一 20:15         | 2.234      | 3.158        | 2.080        | [ 10 ] |
| 10         | 2021年5月25日 | 星期二 20:15         | 2.711      | 3.107        | 2.644        | [ 11 ] |
| 11         | 2021年5月31日 | 星期一 20:15         | 2.946      | 2.898        | 2.954        | [ 12 ] |
| 12         | 2021年6月1日  | 星期二 20:15         | 3.467      | 3.088        | 3.530        | [ 13 ] |
| 13         | 2021年6月7日  | 星期一 20:15         | 3.107      | 2.932        | 3.136        | [ 14 ] |
| 14         | 2021年6月8日  | 星期二 20:15         | 3.936      | 3.959        | 3.932        | [ 15 ] |
| 平均收視率 | 平均收視率    | 平均收視率           | 2.620      | 2.998        | 2.656        | 1      |

^1  基於每集的平均觀眾份額。

## 作品的變遷
| One 31 每週一至週二20:15-22:15                  | One 31 每週一至週二20:15-22:15                                       | One 31 每週一至週二20:15-22:15 |
| ----------------------------------------------- | -------------------------------------------------------------------- | ------------------------------ |
|                                                 | 沙塵暴 พายุทราย （2021年4月26日 - 2021年6月8日）                      |                                |
| 婉通夫人 วันทอง （2021年3月1日 - 2021年4月20日） | 心靈創傷2021 จิตสังหาร The Mind Game （2021年6月14日 - 2021年7月19日） |                                |

## 外部連接
- One 31頻道上的《沙塵暴》（泰文） （页面存档备份，存于）
- 豆瓣电影上《沙塵暴》的資料 （简体中文）
- MyDramaList上的《沙塵暴》（英文） （页面存档备份，存于）